# Няньворгаю
Няньворгаю (устар. Нянь-Ворга-Ю) — река в Шурышкарском районе Ямало-Ненецкого АО, правый приток реки Харута (в 6 км). Исток находится на восточном склоне Войкарсыньинского массива, на высоте свыше 366 м, длина реки 29 км.

## Данные водного реестра
По данным государственного водного реестра России относится к Нижнеобскому бассейновому округу, водохозяйственный участок реки — Обь от впадения реки Северная Сосьва до города Салехард, речной подбассейн реки — бассейны притоков Оби ниже впадения Северной Сосьвы. Речной бассейн реки — (Нижняя) Обь от впадения Иртыша.